# Feuerwehrtechnische Zentrale

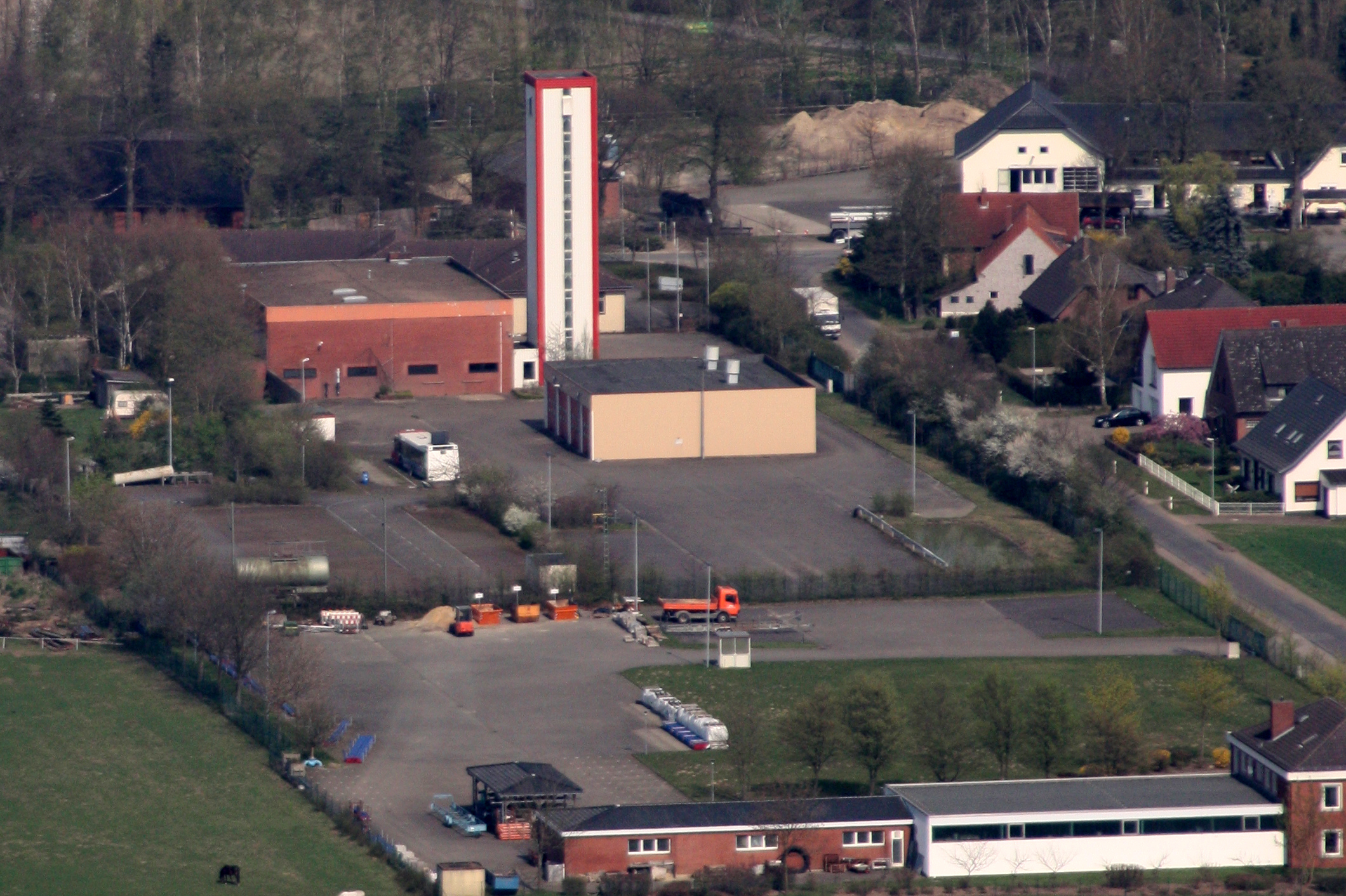
Feuerwehrtechnische Zentrale des Landkreises Diepholz in Syke-Barrien

Eine Feuerwehrtechnische Zentrale (FTZ), auch Feuerwehrtechnisches Zentrum, ist in einigen deutschen Bundesländern (vor allem in Brandenburg, Niedersachsen, Sachsen, Sachsen-Anhalt und Schleswig-Holstein) eine Feuerwehr-Einrichtung der Landkreise. Dort werden feuerwehrtechnische Geräte geprüft und gewartet sowie Ausbildungslehrgänge durchgeführt.

## Prüfung und Wartung
Zur Prüfung und Wartung der technischen Ausstattung der Feuerwehren unterhalten die FTZ in der Regel spezialisierte Werkstätten. Beispiele sind:
- In einer Atemschutzwerkstatt werden Druckluftflaschen von Atemschutzgeräten überprüft und befüllt und die Komponenten der Atemschutzausstattung wie Atemanschluss oder Lungenautomat geprüft, gereinigt, desinfiziert und ggf. repariert.
- In einer Kfz-Werkstatt werden die Feuerwehrfahrzeuge einschließlich der verlasteten Gerätschaften geprüft, instand gesetzt und gewartet.
- In einer Schlauchpflegerei oder Schlauchwäsche werden Feuerwehrschläuche überprüft, gereinigt und getrocknet.
- In einer Funkwerkstatt werden die Fahrzeugfunkgeräte, Funkmeldeempfänger, aber auch die ortsfesten Sendeanlagen und Sirenensteuerungen instand gesetzt und gewartet. Seit Einführung des Digitalfunk ist sie auch zuständig für die jährlichen Updates der Digitalfunkgeräte.

Grundlage der Tätigkeiten sind in der Regel Norm-, Prüf- und UVV-Vorschriften.

## Lehrgänge
- In der Grundausbildung (bzw. Truppmann 1 und 2) werden die neuen Feuerwehrangehörigen in den grundlegenden Themen (z. B. Rechte/Pflichten, Vorschriften, Fahrzeuge, Brand-/Hilfeleistungseinsatz nach FwDV 3 etc.) geschult.
- In der Sprechfunker-Ausbildung wird den Teilnehmern die Funktionsweise, die Sprechfunkverkehrsformen und -verkehrsarten sowie der Aufbau einer Nachricht näher gebracht.
- Der Atemschutzgeräteträger-Lehrgang schult die Einsatzkräfte in den Umgang mit Atemschutzgeräten im Einsatz und führt bei den Teilnehmern eine Leistungsprüfung durch.
- Beim Maschinisten-Lehrgang wird der Umgang mit technischen Gerätschaften vermittelt. Dazu zählen Feuerlöschpumpen, Stromgeneratoren, Kettensägen etc.

Zusätzlich bieten manche Zentralen auch Weiterbildungen in Themen wie Gefahrgut oder Notfallrettung für Atemschutzgeräteträger an.

## Fahrzeuge
In einer FTZ werden meistens auch Fahrzeuge des Landkreises und Bundes eingestellt. Zu den verbreitetsten Fahrzeugen zählen Schlauchwagen, Gerätewagen Gefahrgut und Logistik, Einsatzleitwagen und Messfahrzeuge.